# غلام اسحاق خان
غلام اسحاق خان (به اردو: غلام اسحاق خان) سیاست‌مدار پاکستانی و هفتمین رئیس‌جمهور پاکستان بود.
غلام اسحاق خان به عنوان رئیس جمهور پاکستان پس از سقوط هواپیمای ژنرال ضیاء الحق از ۱۷ اوت ۱۹۸۸ تا ۱۸ ژوئیه ۱۹۹۳ حکومت کرد. غلام اسحاق خان در ۱۸ آوریل ۱۹۹۳ حکومت نواز شریف را به اتهام فساد برکنار کرد اما دادگاه عالی این حکم را نپذیرفت و نواز شریف را ابقا کرد. غلام اسحاق خان در ۲۷ اکتبر ۲۰۰۶ در سن ۹۱ سالگی درگذشت.